# Sheboygan
Sheboygan è una città degli Stati Uniti, situata nella contea di Sheboygan, nello Stato del Wisconsin.
La città si trova sulla sponda destra del Lago Michigan, alla foce del fiume Sheboygan, a circa 80 chilometri a nord di Milwaukee e 100 km a sud di Green Bay.